# Институт Конфуције
Институт Конфуције (кинески 孔子学院 пинјин Kǒngzǐ Xuéyuàn) је непрофитабилна образовна институција коју заједно оснивају Народна Република Кина и друге земље, у намери да се задовољи потреба за учењем кинеског језика људи из свих земаља и региона света и да се побољша њихово разумевање кинеског језика и културе. Циљ Института је да ојача културно-образовну сарадњу, да подстакне развој пријатељских односа између Кине и других земаља и да доприносе изградњи мултикултурног и хармоничног света.

## Име
Институт је добио име по познатом кинеском филозофу, Конфуцију, иако је Комунистичка партија Кине током 20. века критиковала Конфуција. За њих је он био персонификација кинеске феудалне традиције.

## Историја
Први Институт Конфуције је отворен 21. новембра 2004. у Сеулу, Јужна Кореја. Убрзо је отворен и у Ташкенту, Узбекистану у јуну 2004. године. Од тада су се отвориле стотине Института у многим земљама. Највише их је отворену у Сједињеним Америчким Државама, Јапану и Јужној Кореји.

## Рад
Главне делатности и активности Института су подучавање кинеског језика, организовање обуке за наставнике кинеског језика и пружање потребних наставних средстава и наставних кадрова, организовање испита кинеског језика и верификовање квалификација наставника кинеског језика, пружање консалтинг услуга и информација о образовним и културним дешавањима у Кини, организовање активности из области језичко-културне размене Кине и света.

## Институт у свету
До децембра 2012. године је основано укупно 935 Института Конфуције у 108 земаља света, од којих су 400 Институти Конфуције (кинески 孔子学院) и 535 Учионица Конфуције (кинески 孔子课堂).

## Институт у Србији
Институт Конфуције у Београду (кинески 贝尔格莱德孔子学院) је званично отворен 27. августа 2006. године при Филолошком факулету Универзитета у Београду. Директор Института је проф. др Радосав Пушић.
При Институту Конфуције у Београду отворен је Клуб љубитеља кинеске културе, који нуди могућност изнајмљивања материјала о кинеској култури и језику. Члановима клуба на располагању стоји више од 3.000 књига класичне и савремене кинеске књижевности, књига о кинеској уметности, историји и филозофији, уџбеника, речника и језичких приручника. Такође су на располагања најновија издања кинеских часописа из области економије, друштва, спорта, итд., велики избор савремене и класичне кинеске музике, као и више стотина документарних и играних филмова. Сви ови материјали су доступни на више језика. Чланарина се остварује на годишњем нивоу, уз посебне погодности за ученике основних, средњих, виших школа и студенте.

### Курсеви
Институт нуди и бројне курсеве. Најпопуларнији је курс кинеског језика на различитим нивоима. Сви језички курсеви трају три месеца, од октобра до јануара и од марта до јуна. На крају изабраног курса, полазници полажу испит и добијају сертификат Института Конфуције у Београду, који потврђује одређени ниво знања кинеског језика. Уз курсеве језика се организује и курс кинеског кулинарства, курс кинеске калиграфије, курс кинеског традиционалног сликарства и курс таиђија.